# Cheilosia lucta
Cheilosia lucta är en tvåvingeart som först beskrevs av Snow 1895.  Cheilosia lucta ingår i släktet örtblomflugor, och familjen blomflugor. Inga underarter finns listade i Catalogue of Life.